# Alberto di Sassonia-Eisenach
Alberto di Sassonia-Eisenach (Altenburg, 27 luglio 1599 – Eisenach, 20 dicembre 1644) fu il settimo figlio del Duca Giovanni di Sassonia-Weimar e di Dorotea Maria di Anhalt, il quarto dei figli che sopravvissero alla morte del padre.

## Biografia
Alberto ricevette la propria educazione dal Feldmaresciallo Frederick di Kospoth. In seguito, studiò all'Università di Jena insieme ai suoi fratelli.
Negli anni 1619-1621 completò il proprio Cavalierstour insieme al fratello Giovanni Federico. I due principi viaggiarono in Francia e Svizzera. I loro tutori furono il feldmaresciallo Hans Bernd di Botzheim e il generale Tobias Adami.
Al suo ritorno, avvenuto nel 1621, e fino al 1626, è impegnato soprattutto con questioni di governo. Inoltre, ebbe il compito di rappresentare il fratello primogenito in qualità di reggente.
A Weimar, il 24 giugno 1633, sposò Dorotea di Sassonia-Altenburg in un matrimonio che non avrebbe dato eredi.
In accordo col trattato di divisione tra i suoi fratelli, Alberto ricevette Eisenach nel 1640. Morì quattro anni dopo e il suo stato venne compreso nuovamente nel Sassonia-Weimar.

## Ascendenza
|                                        |                              |                                   | Genitori                           |  |  | Nonni |  |  | Bisnonni                        |  |  | Trisnonni            |  |
|                                        |                              |                                   |                                    |  |  |       |  |  | Giovanni Federico I di Sassonia |  |  | Giovanni di Sassonia |  |
|                                        |                              |                                   |                                    |  |  |       |  |  | Giovanni Federico I di Sassonia |  |  | Giovanni di Sassonia |  |
|                                        |                              | Sofia di Mecleburgo-Schwerin      |                                    |  |  |       |  |  | Giovanni Federico I di Sassonia |  |  |                      |  |
| Giovanni Guglielmo di Sassonia-Weimar  |                              |                                   |                                    |  |  |       |  |  | Giovanni Federico I di Sassonia |  |  |                      |  |
|                                        |                              | Sibilla di Jülich-Kleve-Berg      | Giovanni III di Kleve              |  |  |       |  |  |                                 |  |  |                      |  |
|                                        |                              | Sibilla di Jülich-Kleve-Berg      | Giovanni III di Kleve              |  |  |       |  |  |                                 |  |  |                      |  |
|                                        |                              | Sibilla di Jülich-Kleve-Berg      | Maria di Jülich-Berg               |  |  |       |  |  |                                 |  |  |                      |  |
| Giovanni di Sassonia-Weimar            |                              | Sibilla di Jülich-Kleve-Berg      |                                    |  |  |       |  |  |                                 |  |  |                      |  |
|                                        |                              | Federico III del Palatinato       | Giovanni II del Palatinato-Simmern |  |  |       |  |  |                                 |  |  |                      |  |
|                                        |                              | Federico III del Palatinato       | Giovanni II del Palatinato-Simmern |  |  |       |  |  |                                 |  |  |                      |  |
|                                        |                              | Federico III del Palatinato       | Beatrice di Baden                  |  |  |       |  |  |                                 |  |  |                      |  |
| Dorotea Susanna di Wittelsbach-Simmern |                              | Federico III del Palatinato       |                                    |  |  |       |  |  |                                 |  |  |                      |  |
|                                        |                              | Maria di Brandeburgo-Bayreuth     | Casimiro di Brandeburgo-Bayreuth   |  |  |       |  |  |                                 |  |  |                      |  |
|                                        |                              | Maria di Brandeburgo-Bayreuth     | Casimiro di Brandeburgo-Bayreuth   |  |  |       |  |  |                                 |  |  |                      |  |
|                                        |                              | Maria di Brandeburgo-Bayreuth     | Susanna di Baviera                 |  |  |       |  |  |                                 |  |  |                      |  |
| Alberto di Sassonia-Gotha-Eisenach     |                              | Maria di Brandeburgo-Bayreuth     |                                    |  |  |       |  |  |                                 |  |  |                      |  |
|                                        | Giovanni IV di Anhalt-Zerbst | Ernesto di Anhalt-Zerbst          |                                    |  |  |       |  |  |                                 |  |  |                      |  |
|                                        | Giovanni IV di Anhalt-Zerbst | Ernesto di Anhalt-Zerbst          |                                    |  |  |       |  |  |                                 |  |  |                      |  |
|                                        | Giovanni IV di Anhalt-Zerbst | Margherita di Münsterberg         |                                    |  |  |       |  |  |                                 |  |  |                      |  |
| Gioacchino Ernesto di Anhalt           | Giovanni IV di Anhalt-Zerbst |                                   |                                    |  |  |       |  |  |                                 |  |  |                      |  |
|                                        |                              | Margherita di Brandeburgo         | Gioacchino I di Brandeburgo        |  |  |       |  |  |                                 |  |  |                      |  |
|                                        |                              | Margherita di Brandeburgo         | Gioacchino I di Brandeburgo        |  |  |       |  |  |                                 |  |  |                      |  |
|                                        |                              | Margherita di Brandeburgo         | Elisabetta di Danimarca            |  |  |       |  |  |                                 |  |  |                      |  |
| Dorotea Maria di Anhalt                |                              | Margherita di Brandeburgo         |                                    |  |  |       |  |  |                                 |  |  |                      |  |
|                                        |                              | Cristoforo di Württemberg         | Ulrico di Württemberg              |  |  |       |  |  |                                 |  |  |                      |  |
|                                        |                              | Cristoforo di Württemberg         | Ulrico di Württemberg              |  |  |       |  |  |                                 |  |  |                      |  |
|                                        |                              | Cristoforo di Württemberg         | Sabina di Baviera                  |  |  |       |  |  |                                 |  |  |                      |  |
| Eleonora di Württemberg                |                              | Cristoforo di Württemberg         |                                    |  |  |       |  |  |                                 |  |  |                      |  |
|                                        |                              | Anna Maria di Brandeburgo-Ansbach | Giorgio di Brandeburgo-Ansbach     |  |  |       |  |  |                                 |  |  |                      |  |
|                                        |                              | Anna Maria di Brandeburgo-Ansbach | Giorgio di Brandeburgo-Ansbach     |  |  |       |  |  |                                 |  |  |                      |  |
|                                        |                              | Anna Maria di Brandeburgo-Ansbach | Edvige di Münsterberg-Oels         |  |  |       |  |  |                                 |  |  |                      |  |
|                                        |                              | Anna Maria di Brandeburgo-Ansbach |                                    |  |  |       |  |  |                                 |  |  |                      |  |